# NGC 3010A
NGC 3010A is een spiraalvormig sterrenstelsel in het sterrenbeeld Grote Beer. Het hemelobject werd op 17 maart 1828 ontdekt door de Britse astronoom John Herschel.

## Synoniemen
- UGC 5273
- MCG 7-20-66
- ZWG 239.35
- NPM1G +44.0146
- PGC 28335